# Bélgica en el Festival de la Canción de Eurovisión 2022
Bélgica participó en el LXVI Festival de la Canción de Eurovisión, que se celebró en Turín, Italia del 10 al 14 de mayo de 2022, tras la victoria de Måneskin con la canción «Zitti e buoni». La Radio Télévision Belge de la Communauté Française («Radio televisión belga de la comunidad francesa» en español), encargada de la participación del país belga en el festival durante los años pares, decidió utilizar un método de selección interna para elegir su representante en el festival eurovisivo, anunciando de manera prematura y sorpresiva a Jérémie Makiese, quien se convirtió en el primer artista confirmado para el festival de 2022. En marzo de 2022 se anunció la canción «Miss You» como su candidatura para el festival.
Bélgica pasó completamente desapercibida en las casas de apuestas, sin embargo en la segunda semifinal logró avanzar a la final tras colocarse en 8° lugar con 151 puntos. En la gran final, Jérémie Makiese se colocó en 19° lugar con 64 puntos.

## Historia de Bélgica en el Festival
Bélgica es uno de los países fundadores del festival, debutando en 1956. Desde entonces el país ha concursado en 62 ocasiones, posicionándose en 24 ocasiones dentro de los mejores 10 de la competencia. Bélgica ha logrado vencer en una ocasión el festival: en 1986, con Sandra Kim y la canción «J'aime la vie». Sandra mantiene el récord de la ganadora más joven en la historia, al vencer el concurso con 13 años de edad. Desde la introducción de las semifinales en 2004, el país inició una mala racha de eliminaciones en semifinales, quedando eliminado en 8 de las primeras 11 semifinales que se realizaron. A partir, de 2015, Bélgica cambió su trayectoria logrando tres Top 10 consecutivos en 5 intentos.
En 2021, la banda Hooverphonic, se colocó en 19.ª posición con 74 puntos en la gran final, con el tema «The Wrong Place».

## Representante para Eurovisión

### Elección Interna
Bélgica se convirtió en el primer país en anunciar a su representante para el Festival de la Canción de Eurovisión 2022, tras revelar el 10 de septiembre de 2021 que realizaría el anuncio unos días después. Finalmente, el día 15 de septiembre se confirmó al ganador de La Voz Bélgica Jérémie Makiese como el participante belga en el concurso eurovisivo. Finalmente en febrero de 2022 se confirmó la presentación de la canción para el 10 de marzo de 2022. Ese día fue publicada junto a su videoclip oficial la power ballad con tintes blues-soul «Miss You» compuesta por el mismo junto a BGRZ, Manon Romiti, Paul Ivory y Silvio Lisbonne.

## En Eurovisión
De acuerdo a las reglas del festival, todos los concursantes inician desde las semifinales, a excepción del anfitrión (en este caso, Italia) y el Big Five compuesto por Alemania, España, Francia, la misma Italia y Reino Unido. En el sorteo realizado el 25 de enero de 2022, Bélgica fue sorteada en la segunda semifinal del festival. En este mismo sorteo, se determinó que participaría en la segunda mitad de la semifinal (posiciones 10-18). Semanas después, ya conocidos los artistas y sus respectivas canciones participantes, la producción del programa dio a conocer el orden de actuación, determinando que el país participara en la decimosexta posición, precedida por Montenegro y seguida de Suecia.
Los comentarios para Bélgica corrieron en los dos idiomas oficiales del país: en francés por parte de Jean-Louis Lahaye y Maureen Louys en la transmisión tanto por televisión como por radio. Mientras tanto, en neerlandés los comentarios corrieron por parte de Peter Van de Veire. El portavoz de la votación del jurado profesional belga fue por segunda ocasión David Jeanmotte. 

### Semifinal 2

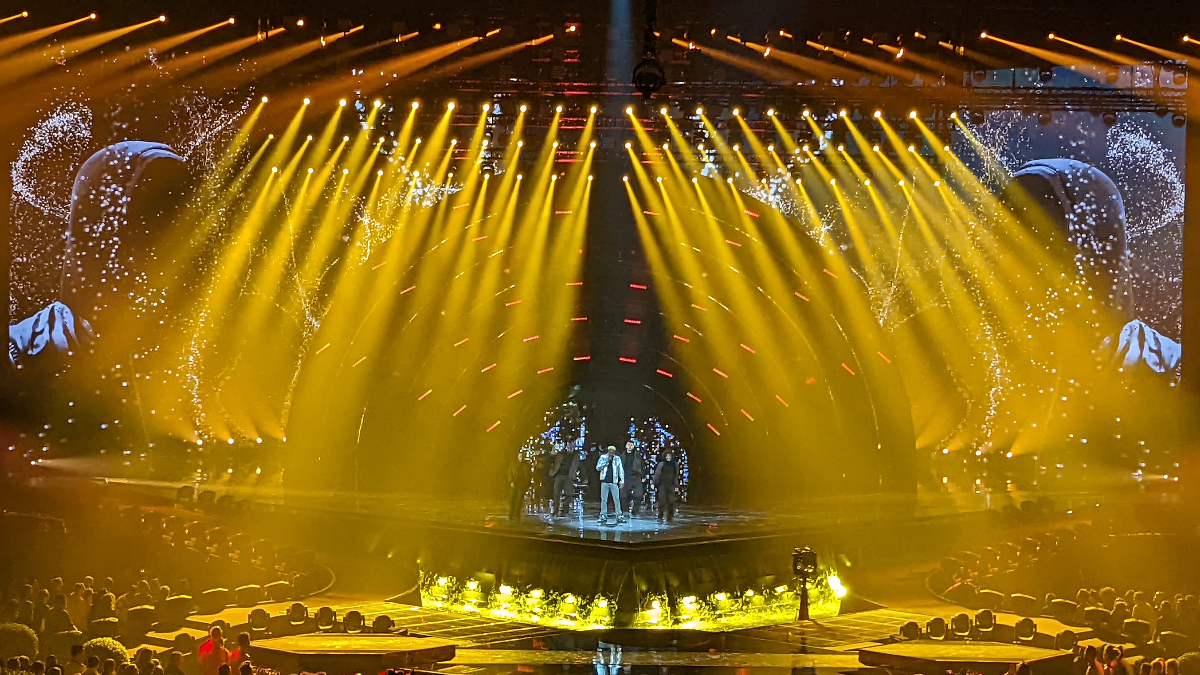
Jérémie Makiese durante la segunda semifinal.

Jérémie Makiese tomó parte de los ensayos los días 3 y 6 de mayo así como de los ensayos generales con vestuario de la segunda semifinal los días 11 y 12 de mayo. El ensayo general de la tarde del 11 fue tomado en cuenta por los jurados profesionales para emitir sus votos, que representan el 50% de los puntos. Bélgica se presentó en la posición 16, detrás de Suecia y por delante de Montenegro.
La actuación belga fue sencilla, con Jeremie usando una chaqueta plateada y una camiseta negra. Fue acompañado por cuatro bailarines que realizaron una coreografía al estilo de las boy bands. El escenario inició en una iluminación azul pasando a una en color rojo y dorado con las luces del arco del escenario haciendo distintos efectos y juegos.
Al final del show, Bélgica fue anunciada como uno de los 10 países finalistas. Los resultados revelados una vez terminado el festival, posicionaron a Bélgica en 8° lugar de la semifinal con un total de 151 puntos, habiendo obtenido la décima posición del público con 46 puntos y obteniendo el cuarto lugar del jurado profesional con 105 puntos.

### Final
Durante la rueda de prensa de los ganadores de la segunda semifinal, se realizó el sorteo en el que se decidió en que mitad participaría cada finalista. Bélgica fue sorteada para participar en la primera mitad de la final (posiciones 14-25). El orden de actuación revelado durante la madrugada del viernes 13 de mayo, decidió que Bélgica debía actuar en la posición 16 por delante de Azerbaiyán y por detrás de Grecia. Jérémie Makiese tomó parte de los ensayos generales con vestuario de la final los días 13 y 14 de mayo. El ensayo general de la tarde del 13 fue tomado en cuenta por los jurados profesionales para emitir sus votos, que representan el 50% de los puntos.
Durante la votación final, Bélgica se posicionó en 13° lugar de la votación del jurado profesional con 59 puntos, recibiendo como puntuación más alta los 8 puntos del jurado de Serbia. Posteriormente, se reveló su puntuación en la votación del público: 5 puntos que lo ubicaron en la 21.ª posición. De esta forma, en la sumatoria final, Bélgica se ubicó en la posición 19 con 64 puntos.

### Votación

#### Puntuación a Bélgica

##### Semifinal 2
| Jurado                                                   | Jurado                             | Jurado                                     | Jurado                  | Jurado                                                 |
| 12 puntos                                                | 10 puntos                          | 8 puntos                                   | 7 puntos                | 6 puntos                                               |
| -------------------------------------------------------- | ---------------------------------- | ------------------------------------------ | ----------------------- | ------------------------------------------------------ |
|                                                          | - Macedonia del Norte              | - Australia - España - Montenegro - Suecia | - Israel                | - Polonia - República Checa - Rumania - Serbia         |
| 5 puntos                                                 | 4 puntos                           | 3 puntos                                   | 2 puntos                | 1 punto                                                |
| - Alemania - Azerbaiyán - Estonia - Georgia - San Marino |                                    | - Chipre                                   | - Irlanda - Reino Unido |                                                        |
| Televoto                                                 |                                    |                                            |                         |                                                        |
| 12 puntos                                                | 10 puntos                          | 8 puntos                                   | 7 puntos                | 6 puntos                                               |
|                                                          |                                    |                                            | - Estonia               | - Chipre                                               |
| 5 puntos                                                 | 4 puntos                           | 3 puntos                                   | 2 puntos                | 1 punto                                                |
| - Montenegro - Rumania - Suecia                          | - Azerbaiyán - Macedonia del Norte | - Serbia                                   | - Irlanda               | - Alemania - Finlandia - Israel - Polonia - San Marino |

##### Final
| Jurado               | Jurado              | Jurado                | Jurado             | Jurado                              |
| 12 puntos            | 10 puntos           | 8 puntos              | 7 puntos           | 6 puntos                            |
| -------------------- | ------------------- | --------------------- | ------------------ | ----------------------------------- |
|                      |                     | - Serbia              | - Italia           | - Bulgaria - Francia - Países Bajos |
| 5 puntos             | 4 puntos            | 3 puntos              | 2 puntos           | 1 punto                             |
| - Australia - España | - Israel - Moldavia | - Macedonia del Norte | - Albania - Chipre | - Malta                             |
| Televoto             |                     |                       |                    |                                     |
| 12 puntos            | 10 puntos           | 8 puntos              | 7 puntos           | 6 puntos                            |
|                      |                     |                       |                    |                                     |
| 5 puntos             | 4 puntos            | 3 puntos              | 2 puntos           | 1 punto                             |
|                      | - Países Bajos      |                       |                    | - Moldavia                          |

#### Votación realizada por Bélgica
| Puntos    | Jurado          | Televoto        |
| --------- | --------------- | --------------- |
| 12 puntos | San Marino      | Polonia         |
| 10 puntos | Suecia          | Suecia          |
| 8 puntos  | Australia       | Rumania         |
| 7 puntos  | Israel          | Estonia         |
| 6 puntos  | Polonia         | Serbia          |
| 5 puntos  | Finlandia       | República Checa |
| 4 puntos  | República Checa | Finlandia       |
| 3 puntos  | Azerbaiyán      | Australia       |
| 2 puntos  | Serbia          | Malta           |
| 1 punto   | Irlanda         | Irlanda         |

| Puntos    | Jurado          | Televoto     |
| --------- | --------------- | ------------ |
| 12 puntos | Reino Unido     | Ucrania      |
| 10 puntos | España          | Países Bajos |
| 8 puntos  | Italia          | Moldavia     |
| 7 puntos  | Suecia          | Polonia      |
| 6 puntos  | Ucrania         | España       |
| 5 puntos  | Portugal        | Suecia       |
| 4 puntos  | Serbia          | Italia       |
| 3 puntos  | Azerbaiyán      | Reino Unido  |
| 2 puntos  | República Checa | Serbia       |
| 1 punto   | Australia       | Portugal     |

##### Desglose
El jurado belga estuvo compuesto por:
- Alex Germys
- Elia Rose
- Joël Habay
- Plain Jane
- Rino Gallo

| Semifinal 2 | Semifinal 2         | Semifinal 2                | Semifinal 2                | Semifinal 2                | Semifinal 2                | Semifinal 2                | Semifinal 2                | Semifinal 2                | Semifinal 2                | Semifinal 2                |
| N.º         | País                | Jurado                     | Jurado                     | Jurado                     | Jurado                     | Jurado                     | Jurado                     | Jurado                     | Televoto                   | Televoto                   |
| N.º         | País                | Jurado A                   | Jurado B                   | Jurado C                   | Jurado D                   | Jurado E                   | Ranking                    | Puntos                     | Ranking                    | Puntos                     |
| ----------- | ------------------- | -------------------------- | -------------------------- | -------------------------- | -------------------------- | -------------------------- | -------------------------- | -------------------------- | -------------------------- | -------------------------- |
| 01          | Finlandia           | 7                          | 9                          | 6                          | 1                          | 14                         | 6                          | 5                          | 7                          | 4                          |
| 02          | Israel              | 1                          | 8                          | 7                          | 8                          | 3                          | 4                          | 7                          | 11                         |                            |
| 03          | Serbia              | 2                          | 17                         | 14                         | 17                         | 10                         | 9                          | 2                          | 5                          | 6                          |
| 04          | Azerbaiyán          | 14                         | 1                          | 5                          | 16                         | 12                         | 8                          | 3                          | 14                         |                            |
| 05          | Georgia             | 3                          | 16                         | 16                         | 15                         | 8                          | 11                         |                            | 15                         |                            |
| 06          | Malta               | 15                         | 5                          | 11                         | 12                         | 16                         | 14                         |                            | 9                          | 2                          |
| 07          | San Marino          | 4                          | 3                          | 2                          | 6                          | 1                          | 1                          | 12                         | 13                         |                            |
| 08          | Australia           | 8                          | 2                          | 3                          | 5                          | 5                          | 3                          | 8                          | 8                          | 3                          |
| 09          | Chipre              | 9                          | 15                         | 9                          | 7                          | 15                         | 13                         |                            | 12                         |                            |
| 10          | Irlanda             | 10                         | 4                          | 13                         | 13                         | 9                          | 10                         | 1                          | 10                         | 1                          |
| 11          | Macedonia del Norte | 16                         | 12                         | 8                          | 10                         | 13                         | 15                         |                            | 16                         |                            |
| 12          | Estonia             | 11                         | 6                          | 10                         | 14                         | 7                          | 12                         |                            | 4                          | 7                          |
| 13          | Rumania             | 13                         | 10                         | 15                         | 9                          | 17                         | 16                         |                            | 3                          | 8                          |
| 14          | Polonia             | 6                          | 11                         | 4                          | 3                          | 6                          | 5                          | 6                          | 1                          | 12                         |
| 15          | Montenegro          | 17                         | 14                         | 17                         | 11                         | 11                         | 17                         |                            | 17                         |                            |
| 16          | Bélgica             | -------------------------- | -------------------------- | -------------------------- | -------------------------- | -------------------------- | -------------------------- | -------------------------- | -------------------------- | -------------------------- |
| 17          | Suecia              | 5                          | 13                         | 1                          | 2                          | 4                          | 2                          | 10                         | 2                          | 10                         |
| 18          | República Checa     | 12                         | 7                          | 12                         | 4                          | 2                          | 7                          | 4                          | 6                          | 5                          |

| Final | Final           | Final                      | Final                      | Final                      | Final                      | Final                      | Final                      | Final                      | Final                      | Final                      |
| N.º   | País            | Jurado                     | Jurado                     | Jurado                     | Jurado                     | Jurado                     | Jurado                     | Jurado                     | Televoto                   | Televoto                   |
| N.º   | País            | Jurado A                   | Jurado B                   | Jurado C                   | Jurado D                   | Jurado E                   | Ranking                    | Puntos                     | Ranking                    | Puntos                     |
| ----- | --------------- | -------------------------- | -------------------------- | -------------------------- | -------------------------- | -------------------------- | -------------------------- | -------------------------- | -------------------------- | -------------------------- |
| 01    | República Checa | 22                         | 6                          | 20                         | 12                         | 2                          | 9                          | 2                          | 23                         |                            |
| 02    | Rumania         | 24                         | 12                         | 24                         | 20                         | 24                         | 23                         |                            | 11                         |                            |
| 03    | Portugal        | 3                          | 17                         | 17                         | 5                          | 7                          | 6                          | 5                          | 10                         | 1                          |
| 04    | Finlandia       | 15                         | 23                         | 9                          | 7                          | 18                         | 14                         |                            | 18                         |                            |
| 05    | Suiza           | 14                         | 9                          | 11                         | 19                         | 5                          | 12                         |                            | 21                         |                            |
| 06    | Francia         | 13                         | 21                         | 19                         | 9                          | 20                         | 19                         |                            | 16                         |                            |
| 07    | Noruega         | 9                          | 16                         | 13                         | 11                         | 17                         | 17                         |                            | 14                         |                            |
| 08    | Armenia         | 16                         | 13                         | 14                         | 21                         | 23                         | 22                         |                            | 13                         |                            |
| 09    | Italia          | 5                          | 3                          | 3                          | 4                          | 12                         | 3                          | 8                          | 7                          | 4                          |
| 10    | España          | 4                          | 4                          | 1                          | 3                          | 8                          | 2                          | 10                         | 5                          | 6                          |
| 11    | Países Bajos    | 20                         | 19                         | 6                          | 14                         | 14                         | 15                         |                            | 2                          | 10                         |
| 12    | Ucrania         | 6                          | 15                         | 7                          | 2                          | 19                         | 5                          | 6                          | 1                          | 12                         |
| 13    | Alemania        | 18                         | 18                         | 15                         | 10                         | 22                         | 21                         |                            | 20                         |                            |
| 14    | Lituania        | 11                         | 11                         | 22                         | 23                         | 3                          | 11                         |                            | 15                         |                            |
| 15    | Azerbaiyán      | 19                         | 1                          | 12                         | 15                         | 9                          | 8                          | 3                          | 22                         |                            |
| 16    | Bélgica         | -------------------------- | -------------------------- | -------------------------- | -------------------------- | -------------------------- | -------------------------- | -------------------------- | -------------------------- | -------------------------- |
| 17    | Grecia          | 12                         | 10                         | 5                          | 16                         | 15                         | 13                         |                            | 19                         |                            |
| 18    | Islandia        | 21                         | 22                         | 23                         | 22                         | 21                         | 24                         |                            | 24                         |                            |
| 19    | Moldavia        | 10                         | 20                         | 21                         | 17                         | 13                         | 20                         |                            | 3                          | 8                          |
| 20    | Suecia          | 7                          | 8                          | 4                          | 6                          | 6                          | 4                          | 7                          | 6                          | 5                          |
| 21    | Australia       | 8                          | 5                          | 10                         | 8                          | 10                         | 10                         | 1                          | 17                         |                            |
| 22    | Reino Unido     | 1                          | 2                          | 2                          | 1                          | 1                          | 1                          | 12                         | 8                          | 3                          |
| 23    | Polonia         | 23                         | 14                         | 8                          | 13                         | 16                         | 18                         |                            | 4                          | 7                          |
| 24    | Serbia          | 2                          | 24                         | 16                         | 24                         | 4                          | 7                          | 4                          | 9                          | 2                          |
| 25    | Estonia         | 17                         | 7                          | 18                         | 18                         | 11                         | 16                         |                            | 12                         |                            |